# Muntanyes de Makran
Les muntanyes de Makran és el nom de tres serralades paral·leles entre si i amb la costa de la mar d'Aràbia a la regió de Makran a la part del Pakistan. La costa de Makran és de quasi 1000 km dels que més de 700 estan en territori de Pakistan, i aquestes muntanyes cobreixen uns 450 km quasi totalment al Pakistan. S'aixequen prop de la costa, i estan desenvolupades d'est a oest, formant en mig estretes valls: la primera és la serralada Costera de Makran o serralada de la Costa de Makran; segueix la serralada Central de Makran, i finalment la serralada de Siahan la més al nord al límit a la regió de Kharan. Com més lluny de la costa més altura presenten les muntanyes però sense sobrepassar els 2200 metres.